# 片岡千珠
片岡千珠（日语：片岡 千珠，1975年2月13日—），日本女性配音員、旁白。出身於滋賀縣。B型血。

## 人物簡介
以前經歷青二Production（從青二塾大阪校進入）、東京俳優生活協同組合（從俳協Voice Actors Studio第15期進入）、MIT GATHERING。
暱稱有、等。擁有初中教職員執照的資格。
為人熟悉的代表配音作品為遊戲《純愛手札3》的和泉穗多琉。
興趣有照顧和觀察兔子、讀書、散步。特長為游泳、講關西方言。

## 演出作品
※粗體字表示說明飾演的主要角色。

### OVA
- 守護之心 守護之心 Power Up！（青葉靜／蒼雷之靜）

### 遊戲
- 暴走公主（日语：暴れん坊プリンセス）（角色不詳）
- 對戰熱情花招 Access麻雀（日语：ホットギミック (ゲーム)）（祈紅院沙流那）
- 純愛手札3 ～在約會的地方～（和泉穗多琉）
- 幕末戀華 新選組（日语：幕末恋華 新選組）（松井津根（日语：松井つね））

### 真人演出
- 純愛手札Super Live DVD
- 純愛手札Super Live DVD2
- 純愛手札Super Live forever COUNTDOWN2006 DVD

### CD
- 純愛手札3系列（御田萬里）
  - 純愛手札3 初次見面你好！
  - 純愛手札3 的音樂信息 第一集
  - 純愛手札3 的音樂信息 第二集
  - 純愛手札3 的音樂信息 第三集
  - 純愛手札3 的鋼琴音樂集

### 廣播劇
- From Tokyo MIT（第一話「入社面接」 助理）
- From Tokyo MIT（第二話「第一次的電台廣告錄音」 秋本）

### 其它
- 偶像麗卡（日语：リカちゃん）（春野萌）

## 外部連結
- MIT GATHERING CO.,LTD.官方網站 （日語）